# Госса (Анхальт-Биттерфельд)
Госса (нем. Gossa) — деревня в Германии, в земле Саксония-Анхальт, в земле Саксония-Анхальт, входит в район Анхальт-Биттерфельд в составе коммуны Мульдештаузе. Население составляет 845 человек (на 31 декабря 2008 года). Занимает площадь 9,62 км².

## История
До 2010 года Госса образовывала собственную коммуну, куда также входила деревня Шмерц (нем. Schmerz, 51°40′18″ с. ш. 12°28′02″ в. д.).
1 января 2010 года, после проведённых реформ, Госса и Шмерц вошли в состав новой коммуны Мульдештаузе.

## Галерея

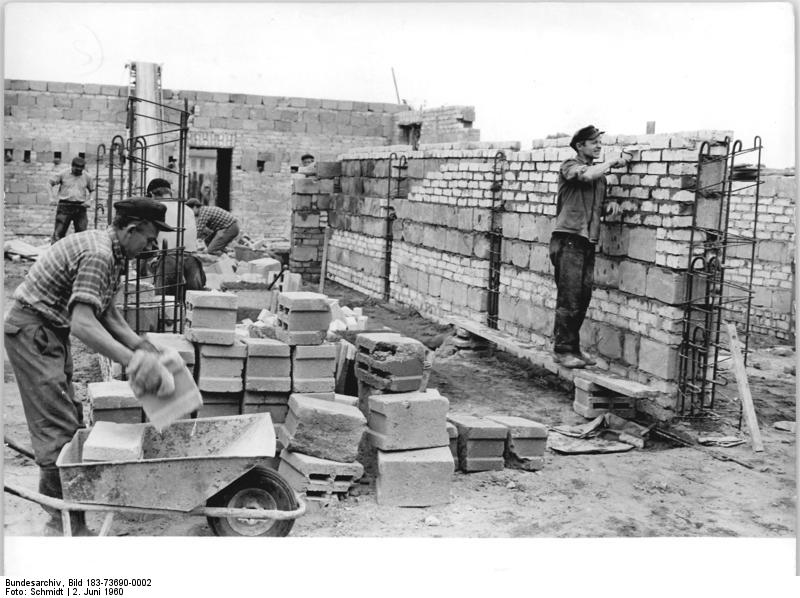
Строительство свинарника, 1960 год
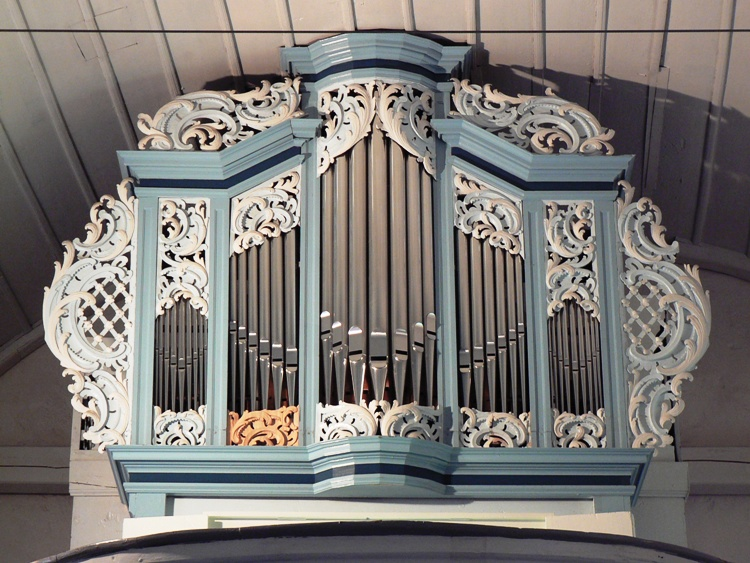
Орга́н в церкви Госсы